# Huìguān
Huìguān (慧觀, Wade-Giles: Hui-kuan, giapponese: Ekan; Qinghe, IV secolo – Chang'an, V secolo) è stato un monaco buddista e traduttore cinese, allievo di Kumārajīva (350-413) e traduttore di testi dal sanscrito al cinese.
Visse tra il IV e il V secolo d.C. Probabilmente originario  di Qinghe (淸河, nello Shandong) il nome della sua famiglia era Cui (崔). Conobbe Kumārajīva a Chang'an nel 401 divenendone uno dei più importanti discepoli. 
In quel periodo redasse un commento al Sutra del Loto il Fahuazongyaoxu (法華宗要序) che ottenne il plauso del maestro. 
Alcuni anni dopo la morte di Kumārajīva si trasferì, insieme a Buddhabhadra, nel Sud, nel tempio Daochang (道場寺) a Jiankang  (Nanchino) dove tradussero insieme il Buddhavataṃsakasūtra o Avataṃsakasūtra (華嚴經, Huāyánjīng, giapp. Kegon kyō, Sutra della ghirlanda fiorita di Buddha, T.D. 278.9.395a-788b; è conservato nello Huāyánbù). 
Huìguān è considerato, insieme a Jñānabhadra (慧嚴 Huìyán, 363-443) il traduttore del Nánběn nièpán jīng (南本涅槃經, giapp. T.D. 375; è conservato nel Nièpánbù), la versione meridionale del Nièpán jīng (il Mahāyāna Mahāparinirvāṇa-sūtra, Sutra mahāyāna del Grande passaggio al di là della sofferenza). 
Fu uno dei primi a compilare una classificazione degli insegnamenti (判教 pànjiào, giapp. hankyō) del Buddha Śākyamuni in cinque periodi (五時 wǔshí, giapp. goji), dove il Mahāyāna Mahāparinirvāṇa-sūtra acquisiva il ruolo di insegnamento completo e definitivo. 
Fu sostenitore della pratica graduale (insegnamenti per l'illuminazione graduale: 漸教 jiàn jiào) verso l'"Illuminazione" (bodhi, cin. 菩提 pútí, giapp. bodai) in opposizione all'altro discepolo di Kumārajīva, Dàoshēng (道生, 355-434), che invece sosteneva  che l'"illuminazione" non potesse essere acquisita con un lento progredire ma con una immediata penetrazione della realtà (insegnamenti per l'illuminazione immediata: 頓教 dùnjiào). 
Huìguān si spense verso la metà del V secolo nel monastero di Daochang all'età di settantuno anni.